# Tarsius
Tarsius é um gênero de macacos primatas popularmente conhecidos como társios, pertecentes à família Tarsiidae, a única com representantes atuais dentro da infraordem Tarsiiformes. Apesar do grupo outrora ter sido comum, todas as espécies atualmente viventes são encontradas em ilhas no sudeste da Ásia.
Os achados paleontológicos na Tailândia e China indicam que esta família é endêmica das florestas do sul da Ásia, onde habita pelo menos desde o período Eoceno.

## Taxonomia

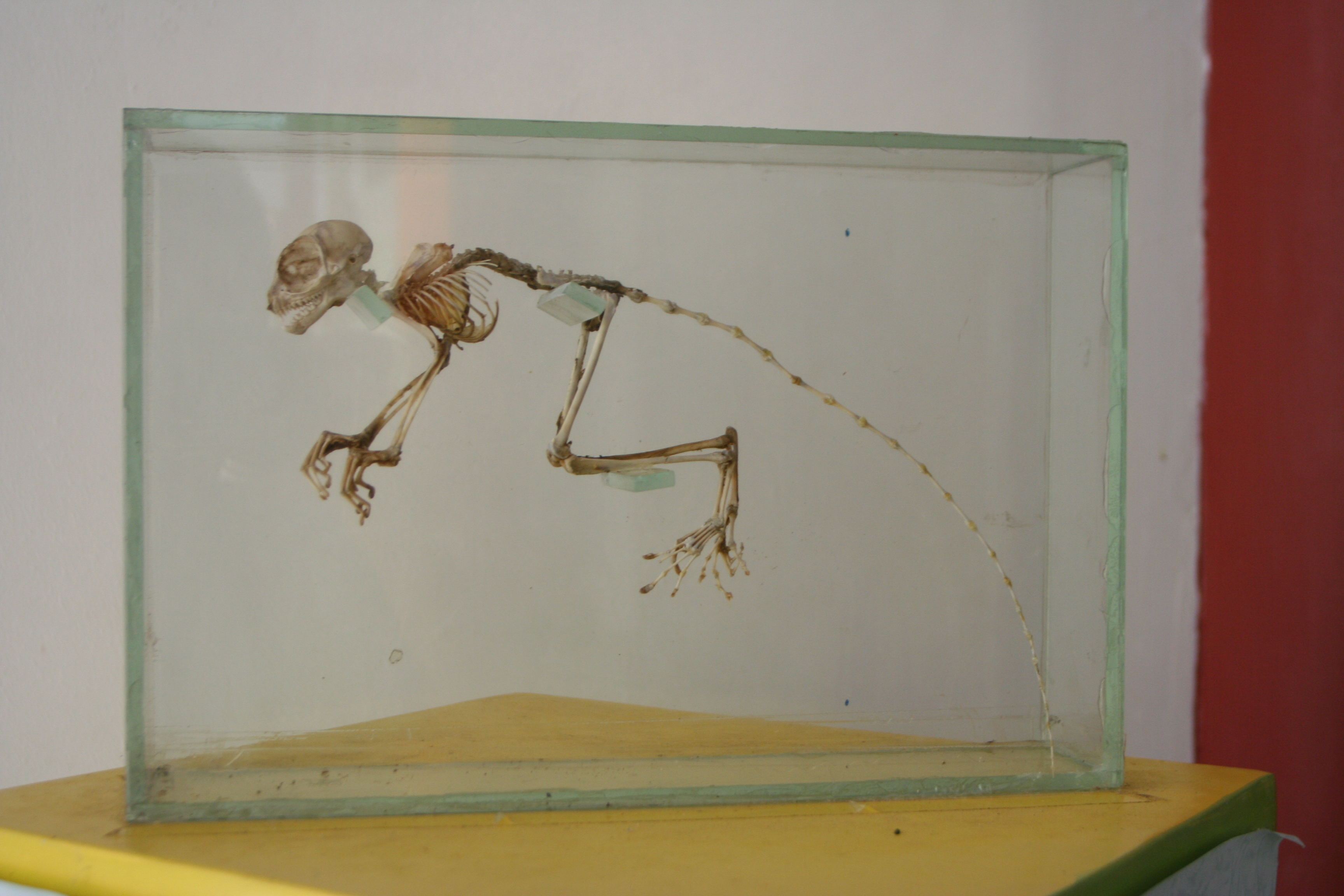
Esqueleto de társio em exposição no Philippine Tarsier Sanctuary, em Bohol, Filipinas.

A posição filogenética dos atuais társios dentro da ordem Primates foi bastante debatida no Século XX e os társios foram alternativamente classificados junto dos primatas Strepsirrhini, na subordem Prosimii, ou como grupo-irmão dos Simiiformes (=Anthropoidea), na infraordem Haplorrhini. Análises das inserções de um elemento
transponível do tipo SINE (Short Interspersed Nuclear Element), um tipo de macromutação do DNA, sustentam a evidência de grupo monofilético com os Haplorrhini, onde outras linhas de evidências, tais como dados da sequência de DNA, permanecem ambíguas. Deste modo, alguns biólogos argumentam que o debate está conclusivamente assentado em favor dos Haplorrhini.[carece de fontes?]
Em um nível menor, tudo indica que os társios, atualmente situados no gênero Tarsius, realmente deveriam estar separados em dois ou três gêneros (para os grupos Sulawesi, Filipinas e Ocidente). O nível taxonômico das espécies é complexo, com a morfologia sendo limitada ao uso comparado das vocalizações. Algumas formas vocais podem representar táxons não-descritos, taxonomicamente separados de T. tarsier (=spectrum), tais como os társios Minahasa e os das Ilhas Togian), e muitos outros do Sulawesi e ilhas próximas. Isso deve ser o caso de um número pobremente conhecido de populações isoladas das Filipinas (tais como as populações Basilan, Leyte e Dinagat do grupos de T. syrichta). Mais confusão existe sobre a validade de certos nomes. Entre outros, o amplamente usado T. dianae parece ser sinônimo de T. dentatus e, comparativamente, T. spectrum é agora considerado um sinônimo de T. tarsier.

### História evolutiva
Fósseis de társio e de outros tarsiiformes foram encontrados na Ásia, Europa e América do Norte e, possivelmente, na África. Porém, os társios sobreviventes estão restritos a algumas ilhas do sudeste asiático, incluindo Filipinas, Sulawesi, Bornéu e Sumatra. Eles também possuem o maior registro fóssil contínuo que qualquer outro primata. O registro fóssil indica que sua dentição pouco mudou, exceto em tamanho, passados 45 milhões de anos.

### Classificação da famíliaTarsiidae
- †Xanthorhysis Beard, 1998

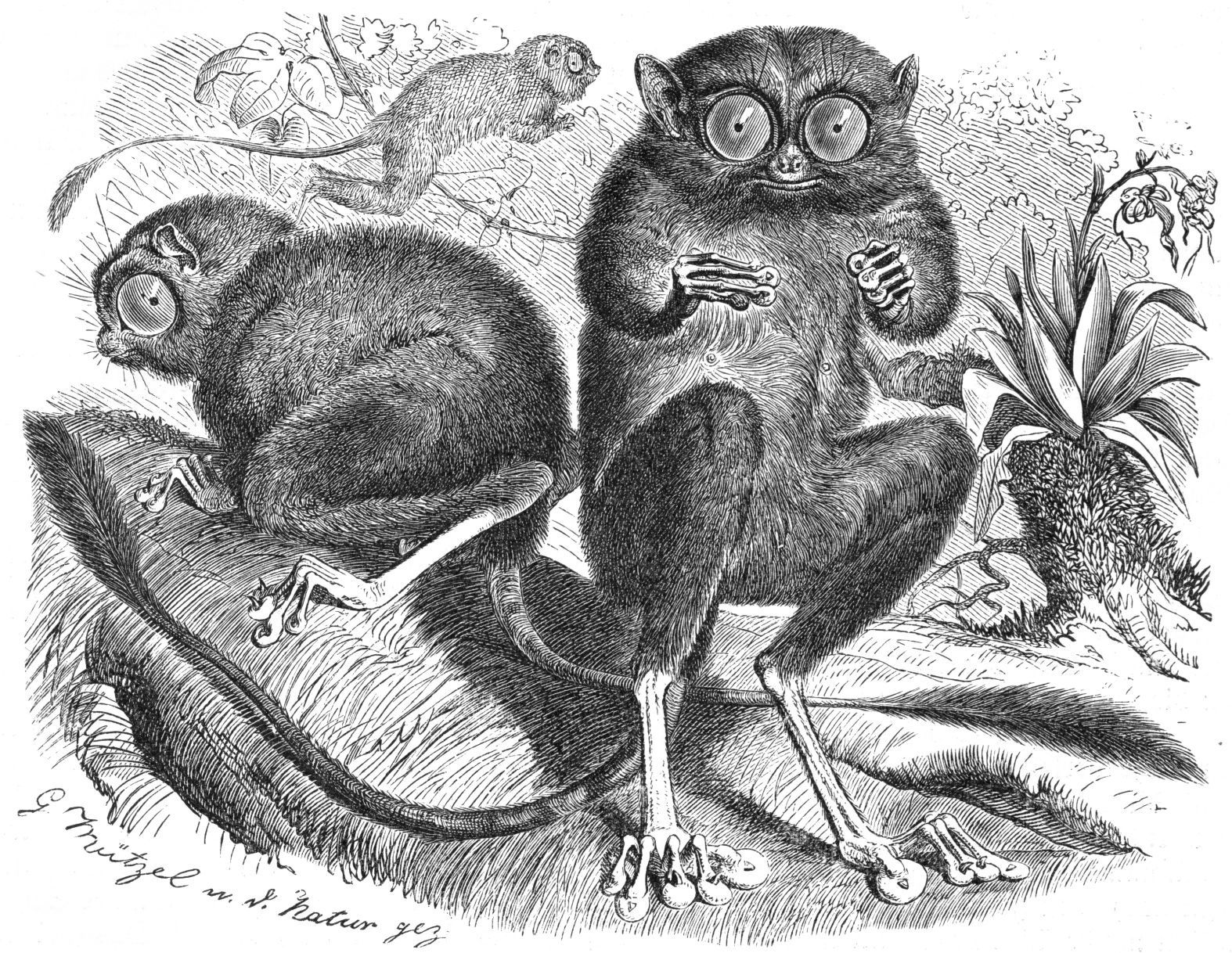
Gravura de um társio, mostrando o comprimento de sua cauda.

  - †Xanthorhysis tabrumi Beard, 1998 - Eoceno Médio, Bacia de Yangu, China
- Tarsius Storr, 1780[3]
  - †Tarsius eocaenus Beard et al., 1994 - Eoceno Médio, Shanghuang, China
  - †Tarsius thailandica Ginsburg & Mein, 1987 - Mioceno Inferior, Tailândia
  - Tarsius bancanus Horsfield, 1821
  - Tarsius dentatus Miller & Hollister, 1921
  - Tarsius lariang Merker & Groves, 2006
  - Tarsius pelengensis Sody, 1949
  - Tarsius pumilus Miller & Hollister, 1921
  - Tarsius sangirensis Meyer, 1897
  - Tarsius syrichta Linnaeus, 1758
  - Tarsius tarsier Erxleben, 1777
  - Tarsius tumpara Shekelle et al. 2008[5]

## Anatomia e fisiologia
Társios são animais pequenos com olhos enormes; cada globo ocular tem aproximadamente 16 mm de diâmetro e é tão largo quanto seu cérebro inteiro. Társios também possuem membros posteriores bastante alongados. De fato, seus pés possuem tarsos extremamente alongados, os quais emprestam o nome ao animal. A cabeça e o corpo medem juntos entre 10 e 15 cm de comprimento, porém os membros posteriores medem o dobro (incluindo os pés).

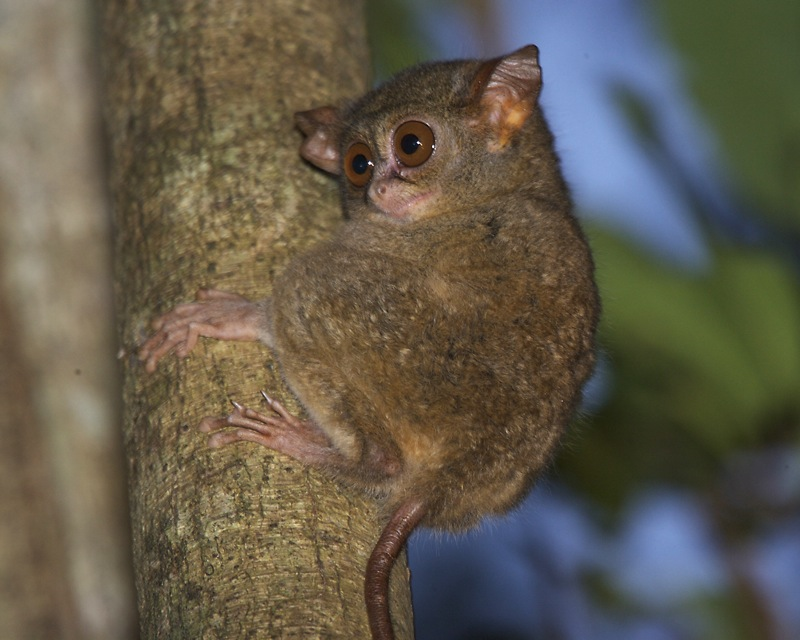
Tarsius tarsier, com as garras evidentes no segundo e terceiro dedos dos pés.

Apresentam uma longa cauda nua e fina, com um tufo de pelos na ponta, que pode medir entre 20 e 25 cm de comprimento. Seus dedos são também alongados, com o terceiro dedo tendo quase o mesmo tamanho da parte superior do braço. A maioria dos dedos apresentam unhas, porém o segundo e terceiro dedos dos pés possuem garras, as quais são usadas para segurar na árvore. Társios são delgados, com pelagem aveludada e de coloração amarelada, bege ou ocre.
Os társios pesam menos de 200 gramas e possuem 34 dentes. Como outros prossímios, não possuem dentes em forma de pente fino, e sua fórmula dental também é exclusiva: 2.1.3.3 / 1.1.3.3.
Para manter-se agarrado, após um pulo, o társio utiliza um tipo de "adesivo natural" que existe em seus dedos, que o ajuda a segurar-se nos galhos.

### Visão

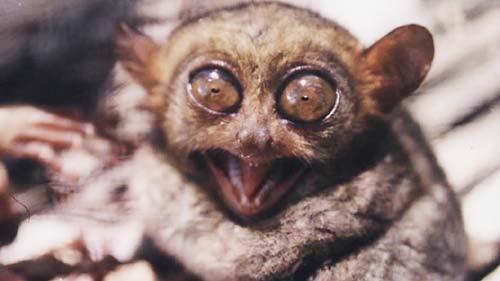
Tarsius syrichta exibindo os dentes.

Todas as espécies de társios são noturnas, porém, como outros organismos noturnos, alguns indivíduos podem apresentar maior ou menor atividade durante o dia. Ao contrário de muitos animais noturnos, contudo, társios não possuem uma área reflexiva da luz (Tapetum lucidum) no olho. Também possuem uma fóvea, algo atípico para um animal noturno.
O cérebro do társio é diferente de outros primatas, em termos de arranjo das conexões entre os dois olhos e o núcleo lateral geniculado, o qual é a principal região do tálamo que recebe a informação visual. A sequência de camadas celulares recebendo informação dos olhos ipsilaterais (mesmo lado da cabeça) e contralaterais (lado oposto da cabeça), no núcleo lateral geniculado, distingue társios dos lêmures, loríneos e macacos, os quais são todos similares neste aspecto. Alguns neurocientistas sugerem que isto distingue os társios de todos os outros primatas, reforçando o ponto de vista de que eles desenvolveram-se de uma antiga e independente linha de evolução dos primatas.

## Comportamento

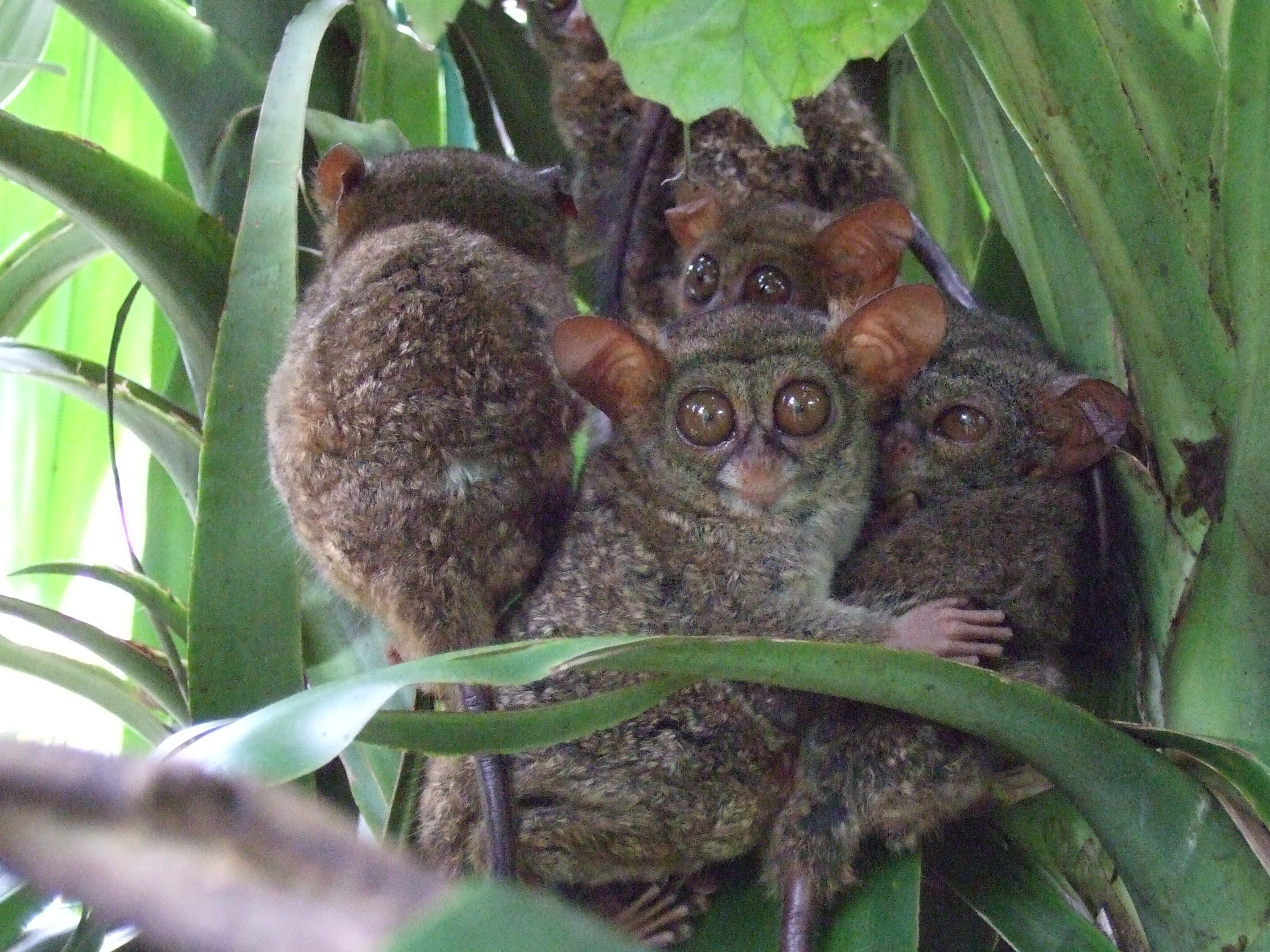
Tarsius tarsier em grupo.

Eles são carnívoros, alimentando-se principalmente de insetos e capturando os que pulam sobre eles. De facto, são conhecidos por serem os únicos primatas que se alimentam inteiramente de carne. Também são conhecidos por predarem pequenos vertebrados, tais como cobras, lagartos, aves e morcegos. Como pulam de árvore em árvore, podem capturar aves em movimento.
A gestação dura aproximadamente seis meses e a fêmea dá a luz um único filhote. Jovens társios já nascem peludos e com os olhos abertos, e são capazes de escalar em seu primeiro dia de nascimento. Alcançam a maturidade sexual no final do segundo ano de idade. A socialidade e o acasalamento variam, com társios do Sulawesi vivendo em pequenos grupos familiares, enquanto há registros de indivíduos dos Ocidentais e das Filipinas dormindo e se alimentando sozinhos.

## Conservação
Tásios nunca conseguiram reproduzir-se com sucesso em cativeiro, a ponto de formarem colônias. Quando enjaulados, társios são conhecidos por ferir ou até mesmo matar indivíduos da sua espécies, devido ao estresse.
Um local com relativo sucesso na restauração populacional dos társios está na ilha de Bohol, na região central das Filipinas. A Philippine Tarsier Foundation desenvolveu um largo ambiente semi-selvagem que usa luz para atrair os insetos que fazem parte da dieta dos társios.
O Tarsius tumpara, descrito em 2008, é considerado como "criticamente ameaçado" e está listado entre os 25 primatas mais ameaçados pela Conservação Internacional e pela IUCN/SCC Primate Specialist Group. O governo da Malásia protege os társios por listá-los entre os "animais totalmente protegidos de Sarawak", o estado malásio em Bornéu, onde eles são comumente achados.